# Astronotinae
Az Astronotinae a sugarasúszójú halak (Actinopterygii) osztályába a sügéralakúak (Perciformes) rendjébe és a Cichlidae családjába tartozó alcsalád.
Cichlidae (Teleostei: Perciformes)
- Astronotini
- Chaetobranchini

## Astronotiniklád
- Astronotus (Swainson, 1839)
  - Márványsügér (A. ocellatus) (Agassiz, 1831)
  - A. crassipinnis (Heckel, 1840)

## Chaetobranchiniklád
- Chaetobranchopsis (Steindachner, 1875)
  - C. orbicularis (Steindachner, 1875)
  - C. australe (Eigenmann & Ward, 1907)
- Chaetobranchus (Heckel, 1840)
  - C. flavescens (Heckel, 1840)
  - C. semifasciatus (Steindachner, 1875)